# 楚麟
黃麟（1438年—？），原名黄麟，字文祥，河南開封府鈞州密縣人，民籍。明朝政治人物。進士出身。

## 生平
原名黄麟，因敬慕其师荥阳楚纶历官清要，中进士后遂从其师之姓。与楚纶之子楚荆瑞同辈。
河南鄉試第十七名。成化五年（1469年）乙丑科會試第一百二十四名，殿試登進士第二甲第三十一名。授礼科给事中，弹劾不避权貴，升山西参议，以亢直忤時貴，谪永平府同知，大著政聲。擢陕西参议，分守汉中兼备嘉洛，兵民胥爱戴。

## 家族
曾祖黃文中，曾任饒州知府。祖父黃德恒。父亲黃愷，曾任教諭。弟楚鹏，贡生，直隶滁州判官。<ref>清道光《密县楚氏族谱》：吾始祖德恒，邑南朱保刘万户孙也。为黄文中公赘婿，生子恺，从母姓。至孙麟甲后改姓楚。